# Тор (Ајова)
Тор (енгл. Thor) град је у америчкој савезној држави Ајова. По попису становништва из 2010. у њему је живело 186 становника.

## Демографија
Према попису становништва из 2010. у граду је живело 186 становника, што је 12 (6,9%) становника више него 2000. године.
| Група             | 2000.        | 2010.       |
| Белци             | 174 (100.0%) | 173 (93,0%) |
| Азијати           | 0 (0,0%)     | 2 (1,1%)    |
| Хиспаноамериканци | 0 (0,0%)     | 6 (3,2%)    |
| Укупно            | 174          | 186         |